# Motorsport.com
Motorsport.com es un sitio web especializado en noticias de deportes de motor. Publica contenido en trece idiomas. Es parte de la compañía Motorsport Network. Motorsport.com tiene una sede en Miami, Estados Unidos.

## Historia
Motorsport.com fue fundado en 1994.
En marzo de 2015, Motorsport.com adquirido Toilef1.com, seguido por Worldcarfans.com y Edimotive S.r.l. En mayo, la Asociación de Pilotos del Gran Prix y Motorsport.com unieron fuerzas para permitir a los seguidores del Campeonato Mundial de Fórmula 1 de la FIA expresar y compartir sus opiniones sobre el deporte a través de una extensa encuesta para seguidores en todo el mundo. Más de 200,000 encuestados de 194 países participaron en la encuesta. En junio, Motorsport.com adquirido Totalrace.com.br, RaceFansTV y Formulawahad.com, y luego obtuvo el archivo técnico de Giorgio Piola en septiembre, y también anunció una asociación con Msn.com. En octubre, Motorsport.com se convierte en el socio de medios de comunicación oficial de Ferrari para el Ferrari Finali Mondiali de 2016 y un socio global de Gpticketshop.com. En noviembre, Motorsport.com adquirió Wildsoft Digital F1 Encyclopedia. El mes siguiente, el sitio formó una asociación global de contenido digital con VICE Sports y Autoblog.com de AOL.
En 2016, Motorsport.com adquirió la estación de televisión francesa Motors TV después de entrar en un procedimiento de bancarrota. En 2018 el renombrado Motorsport.TV, decidió dejar de transmitir como estación de televisión y cerró la operación televisiva.
En enero de 2016, Motorsport.com nombró a Zak Brown cómo nuevo presidente no ejecutivo de Motorsport.com En febrero, el sitio anunció una asociación estratégica de comercialización con Branded-London y Puma Company, con sede en Reino Unido. En marzo de 2016, Motorsport.com se convirtió en el socio de medios de comunicación oficial del Campeonato Mundial de Resistencia de la FIA, y extendió el acuerdo de derechos digitales exclusivos para albergar la revista de F1 Series Inside Grand Prix. El 15 de marzo de 2016, Motorsport.com adquirió la empresa española de medios digitales de carreras de motos Motocuatro.com. En abril de 2016, Motorsport.com adquirido Turkiyef1.com, el sitio web turco de carreras. En mayo de 2016 Motorsport.com adquirió gp-live.hu. En junio de 2016 Motorsport.com adquirió F1-ukraine.com.ua. Al mes siguiente, el sitio se convierte en el socio de medios oficial del TCR International Series. En marzo de 2017, Motorsport.com lanza la edición suiza en tres idiomas en asociación con el empresario Lorenzo Senna.
En 2016, Motorsport.com se expandió a Japón a través de una empresa conjunta con la empresa de medios de comunicación digitales, Kotsu Times Sha Co.

## Personal de escritores
Su actual redactor jefe es Charles Bradley, quien fue nombrado para el cargo de líder editorial global en mayo de 2015. La lista actual de periodistas líderes incluyen al editor de Fórmula 1 Jonathan Noble, el elditor de MotoGP Oriol Puigdemont, el editor de noticias europeo Pablo Elizalde, Swiss News Motorsport Edición italiana Antonio Russo, Swiss News Motorsport Edición alemana, Swiss News Motorsport Edición francesa, el editor estadounidense David Malsher, Director de Noticias Nick DeGroot, los editores de NASCAR Lee Spencer y Jim Utter, en la versión en francés Guillaume Navarro, en italiano Franco Nugnes, en suizo alemán, suizo francés e italiano suizo Emmanuel Rolland, de Australia Andrew Rolland, de Reino Unido Jamie Klein, en ruso Aleksander Kabanovsky, de Brasil Felipe Motta, en alemán Stefan Ziegler, de Latinoamérica José Roman, de Oriente Medio Khodr Rawi, de India Rachit Thukral, de Canadá René Fagnan y de Japón Kunihiko Akai.

## Premios
- Motorsport.com recibió el Premio Silver Telly de los Telly Awards.[37]